# Криводол (община)
Вижте пояснителната страница за други значения на Криводол.
Община Криводол се намира в Северозападна България и е една от съставните общини на Област Враца.

## География

### Географско положение, граници, големина
Общината е разположена в западната част на Област Враца. С площта си от 325,857 km2 заема 5-о място сред 10-те общините на областта, което съставлява 9% от територията на областта. Границите ѝ са следните:
- на североизток – община Хайредин и община Борован;
- на югоизток – община Враца;
- на юг – община Вършец от Област Монтана;
- на югозапад – община Берковица от Област Монтана;
- на запад – община Монтана от Област Монтана;
- на северозапад и север – община Бойчиновци от Област Монтана.

### Релеф, води, климат, почви, полезни изкопаеми, флора и фауна

#### Релеф
Релефът на община Криводол е разнообразен: котловинен, хълмист, нископланински, но доминиращи са хълмистият и нископланинският. По-голяма част от терените са с малки наклони и предоставят възможности за стопанско усвояване. Територията ѝ условно попада в три физикогеографски области на България – Западна Стара планина, Западния Предбалкан и Западната Дунавска равнина.
Към Старопланинската физикогеографска област се отнасят най-северозападните части на Врачанска планина, заемащи най-южната част общината – част от землищата на селата Главаци и Ботуня. Тук се намира и най-високата точка на общината – 1073 m, разположена югоизточно от Мътнишкия манастир „Св. Николай“.
Средната част от територията на община Враца попада в пределите на Западния Предбалкан, като тук преобладаващият релеф е хълмистия. Тук са обособени два ниски рида, които попадат частично в пределите на общината. Между долините на реките Ботуня и Рибине (десни притоци на Огоста), в посока от северозапад на югоизток се простира централната и югоизточна част на Владимировския рид с връх Бауренска могила (281 m), разположен северозападно от село Баурене. На югоизток от него, в пределите на общината попадат най-северозападните разклонения на възвишението Милин камък с максимална височина от 276 m източно от град Криводол. По североизточните склонове на двата рида преминава условната граница между Западния Предбалкан и Западната Дунавска равнина. Между Владимировския рид и възвишението Милин камък на североизток и Врачанска планина на юг в посока от югоизток на северозапад се простира североизточната, най-ниска част на обширното и равно Врачанско поле, като неговата надморска височина тук е около 250 m.
Най-северната част на общината, северно от двете възвишения е заета от южните части на Западната Дунавска равнина, като тук релефът е равнинен. Северозападно от село Фурен, в долината на река Рибине (десен приток на Огоста) се намира най-ниската точка на общината – 75 m н.в.

#### Води
Водните ресурси в общината са ограничени. Територията ѝ изцяло попада във водосборния басейн на река Огоста. От юг на север, през западната част на Врачанското поле протича река Ботуня (десен приток на Огоста) със своето средно и част от долно течение. В град Криводол в нея отдясно се влива река Въртешница (Лява). Двете реки са с непостоянен режим на оттока, но водите им са относително чисти. Те имат потенциал за производство на електрическа енергия, и вече е започнато изграждането на каскада от малки ВЕЦ на река Ботуня. С най-голямо значение са подпочвените води в широките им речни тераси. Северната и североизточна част на общината се отводнява от друг десен приток на Огоста – река Рибине и нейните предимно леви притоци. Основно в северната част на общината, където са разположени обработваемите земи са изградени 14 микроязовира, по-големи от които са: „Лозята“, „Галатин“, „Гайтан“, „Лесура“, „Фурен“, „Градешница 1“ и „Градешница 2“, водите на които се използват основно за напояване. От значение са и карстовите води в южната част на общината – извор Мътница, които са част от природен резерват „Врачански карст“.

#### Климат
Климатът на общината е умереноконтинентален. Доста чести са случаите на големи застудявания или на много високи температури. Средните януарски температури са отрицателни (от -2.5 °C до -3 °C), но при случаите на големи застудявания те падат до -15 °C, -20 °C и по-ниско. Летните температури са много високи, като средната юлска е 23.8 °C. Годишният валеж е 600 мм/кв.м – под средния за страната. Доминиращият въздушен пренос е от запад и северозапад.

#### Почви
В общината доминират тъмносивите горски почви, които се отличават с ниско плодородие (до 2% хумус) и със значителна глинеста фракция. Те заемат над 60% от територията ѝ. С по-голяма стойност са алувиално-ливадните почви, развити в поречията на реките Ботуня и Въртешница (Лява) и притоците им. Малка част (землищата на Фурен и Лесура) са заети от карбонатни черноземи.

#### Полезни изкопаеми
Полезните изкопаеми са крайно ограничени, което е съществена пречка за развитие на основни структуроопределящи отрасли. За промишлени могат да се считат находищата на мергелни глини в землището на Криводол и селата Галатин и Уровене, които са добре проучени и анализирани. Те създават отлични предпоставки за развитие на керамичната промишленост. В поречията на реките Ботуня и Въртешница (Лява) има значителни находища на инертни материали – главно чакъли и пясъци, които позволяват разширено строително възпроизводство. От значение са и каменните кариери в южната част на общината (землището на село Ботуня), в които може да се добива строителен камък.

#### Флора и фауна
Общината попада в зоната на дъбовите гори, но тъй като природо-географските дадености благоприятстват развитието на селското стопанство голяма част от горските насаждения са превърнати в обработваема земя. Флората е представена най-вече от храстовидна растителност: габър, глог, леска и др. В зоните с по-големи наклони има издънкови дъбови гори, от които се получава малко количество дървена маса. На територията на община Криводол има изкуствено създадени иглолистни формации, главно от борови гори, но те са насаждения чужди на тази природна зона.
Животинският свят е типичен за средноевропейската фаунистична зона и е представляван от лисица, язовец, дива свиня, сърни, зайци, белки спорадично се срещат и чакали. Има и различни видове влечуги: змии, гущери.

## Население

### Етнически състав (2011)
Численост и дял на етническите групи според преброяването на населението през 2011 г.:
|                     | Численост | Дял (в %) |
| Общо                | 9390      | 100,00    |
| Българи             | 7184      | 76,51     |
| Турци               | 10        | 0,11      |
| Цигани              | 1221      | 13,00     |
| Други               | 12        | 0,13      |
| Не се самоопределят | 37        | 0,39      |
| Неотговорили        | 926       | 9,87      |

### Населени места
Общината има 15 населени места с общо население 7638 жители според преброяването от 7 септември 2021 г.
| Населено място | Население (2021 г.) | Площ на землището km2 | Забележка (старо име) | Населено място | Население (2021 г.) | Площ на землището km2 | Забележка (старо име)           |
| -------------- | ------------------- | --------------------- | --------------------- | -------------- | ------------------- | --------------------- | ------------------------------- |
| Баурене        | 261                 | 17,784                |                       | Криводол       | 2673                | 36,625                |                                 |
| Ботуня         | 181                 | 18,182                | Дупляк                | Лесура         | 667                 | 34,395                |                                 |
| Галатин        | 524                 | 33,892                |                       | Осен           | 177                 | 19,628                |                                 |
| Главаци        | 274                 | 10,403                |                       | Пудрия         | 518                 | 19,702                |                                 |
| Големо Бабино  | 191                 | 10,809                |                       | Ракево         | 649                 | 24,423                | Ракьово село                    |
| Градешница     | 325                 | 31,118                |                       | Уровене        | 120                 | 9,830                 |                                 |
| Добруша        | 100                 | 15,252                |                       | Фурен          | 154                 | 18,227                |                                 |
| Краводер       | 824                 | 25,597                |                       | ОБЩО           | 7638                | 325,857               | няма населени места без землища |

## Административно-териториални промени
- Указ № 317/обн. 13.12.1955 г. – заличава с. Криводолска махала и го присъединява като квартал на с. Криводол;
- през 1956 г. – с. Ракьово село е преименувано на с. Ракево без административен акт;
- Указ № 704/обн. 01.11.1963 г. – преименува с. Дупляк на с. Ботуня;
- Указ № 829/обн. 29.08.1969 г. – признава с. Криводол за гр. Криводол.

## Политика
- 1995 – Крум Тодоров (Предизборна коалиция БСП, БЗНС Александър Стамболийски, ПК Екогласност) печели на първи тур с 68% срещу Цветко Цветков (СДС).
- 1999 – Крум Тодоров (БСП) печели на втори тур с 62% срещу Илонка Кленова (ОДС).
- 2003 – Цветослав Тодоров (ГЕРБ) печели на първи тур.
- Настоящ кмет: Петър Данчев (НС)

## Транспорт
През общината от югоизток на северозапад преминава участък от 11,6 km от трасето на жп линията Мездра – Бойчиновци – Брусарци – Видин.
През общината преминават частично или изцяло 6 пътя от Републиканската пътна мрежа на България с обща дължина 81,2 km:
- участък от 9,3 km от Републикански път I-1 (от km 121 до km 129,3);
- участък от 17,6 km от Републикански път II-13 (от km 10,2 до km 27,8);
- участък от 11,8 km от Републикански път III-101 (от km 16,6 до km 28,4);
- последният участък от 4,1 km от Републикански път III-162 (от km 33 до km 37,1);
- началният участък от 23,4 km от Републикански път III-1301 (от km 0 до km 23,4);
- целият участък от 15 km от Републикански път III-1302.

## Топографска карта
- Лист от карта K-34-24. Мащаб: 1 : 100 000.
- Лист от карта K-34-35. Мащаб: 1 : 100 000.
- Лист от карта K-34-36. Мащаб: 1 : 100 000.